# Texaský masakr motorovou pilou: Počátek
Texaský masakr motorovou pilou: Počátek (v anglickém originále The Texas Chainsaw Massacre: The Beginning) je americký filmový horor z roku 2006. Jedná se o prequel filmu Texaský masakr motorovou pilou z roku 2003, odehrává se čtyři roky před ním.

## Děj
Není podle skutečné události
Dne 7. srpna 1939 zemře matka při porodu chlapce v masovém závodě v Travis County v Texasu. Ředitel závodu pak dítě nechá v popelnici, kde ho najde Luda Mae Hewittová. Pojmenuje ho Thomas a odnese si ho domů.
V červenci 1969 jde dospělý Thomas pracovat do závodu, kde se narodil, pro stejného šéfa. Továrnu ale pak zavřou a šéf Thomase uráží. Thomas ho brutálně zavraždí perlíkem. Když odchází, vezme si motorovou pilu. Charlie Hewitt, syn Ludy Mae, se o Thomasově činu dozví od šerifa Hoyta a společně jdou Thomase zatknout. Když přijdou domů, Charlie šerifa zastřelí a vezme si jeho identitu. Šerifovo tělo vezmou domu, kde jeho maso zpracují. Rodina pak říká, že díky lidem jako šerif už nikdy nebudou hladovět.
Mezitím dva bratři Eric a Dean jedou se svými přítelkyněmi Chrissie a Bailey krajem, kde bydlí Hewittovi. Chtějí se přihlásit do služby do Vietnamu. Eric už tam byl, Dean dostal povolávací rozkaz. V bistru narazí na skupinu motorkářů. Jedna z nich, Alex, je pak pronásleduje. Dean se cestou rozhodne, že do Vietnamu nepůjde a začne pálit svůj povolávací rozkaz. Alex na ně začne střílet brokovnicí. Začnou se pronásledovat a auto skupiny havaruje, Chrissie je vymrštěna ven z dohledu ostatních. Na místo přijede Charlie Hewitt/šerif Hoyt a okamžitě zastřelí Alex. Pak najde částečně shořelý povolávací rozkaz a začne vyzvídat, kdo z mužů se vyhýbá vojenské službě. Eric tvrdí, že je jeho. Hewitt ho přinutí naložit do auta tělo Alex. Naloží také zbytek skupiny a zavolá strýci Montymu, aby odvezl vrak. Ten přijede a vrak, ve kterém je Chrissie odveze.
Charlie odveze skupinu domů a zavolá Thomase, aby zpracoval Alex. Erica a Deana pak uvězní ve stodole a Bailey připoutá ke kuchyňskému stolu. Chrissie z auta vidí své přátele, jak jsou svazováni, a běží zpět k silnici pro pomoc. Narazí na Holdena, jednoho z motorkářů od Alex, řekne mu o Alex a společně se vydají zpět do domu Hewittových.
Eric mezitím obalí Ericův obličej do celofánu a pomalu ho dusí za to, že chtěl spálit svůj povolávací rozkaz. Dean prosí, aby přestal, přizná, že rozkaz byl jeho. Charlie umožní Ericovi dýchat a Deana pustí a řekne mu, že může odejít, pokud se mu podaří udělat 10 kliků. Než Dean kliky udělá, Charlie ho zbije. Pak ho zbije znovu a řekne mu, že může jít. Dean se ale už nemůže hýbat. Když Charlie odejde, Eric se osvobodí, dostane Deane do bezpečí a uvnitř v domě osvobodí i Bailey. Když utíkají, objeví se Charlie se zbraní, Eric se mu postaví do cesty. Když se ale Dean chytí do pasti na medvědy, Charlie toho využije a knockoutuje Erica. Bailey se podaří dostat do Montyho auta, ale Thomas ji vytáhne hákem ven.
Eric leží příliš slabý na to, aby se bránil na kuchyňském stole. Odtud ho Thomas odnese do sklepa, kde vidí viset ze stropu Alexino tělo. Části jejích končetin chybějí. Thomas pak Erica udeří a připoutá ho ke stolu. Thomas pak rozřeže Ericovu košili a začne zkoumat kůži na jeho hlavě.
Holden vejde do domu, aby našel Alex, střelí Montyho a pak ho zajme Charlie, který si zavolá na pomoc Thomase. Ten zrovna začal odřezávat kůži a maso z Ericova předloktí. Chrissie slyší řvoucího Erica a najde dveře do sklepa. Charlie ukáže Holdena Bailey. Myslí si, že ona je dívka, kterou hledá. Holden namíří svou zbraň na Charlieho, ale Thomas mu to překazí a zabije ho. Chrissie najde Erica, ale nemůže ho osvobodit z popruhů. Když se Thomas vrací, schová se Chrissie pod stůl. Ten pak začne řezat Erica svou motorovou pilou, čímž ho zabije. Ericova krev pokryje Chrissie. Jeho tvář si pak Thomas nasadí jako masku. Charlie pak zavolá Thomase znovu nahoru, řekne mu, že se mu líbí jeho nová tvář a že má uřezat Montyho nohu, protože mu z ní nemůže vyndat kulku.
Chrissie potom najde Bailey a snaží se ji osvobodit. Charlie a Thomas ji ale najdou a dovedou ji dolů na "večeři". Tam sedí i Dean v bezvědomí. Thomas rozřízne Baileyin krk. Pak popadne Chrissie a také ji vezme dolů. Cestou ho Chrissie bodne do zad a uteče oknem. Thomas si uvědomí, že jejich zločiny mohou být odhaleny, a tak ji pronásleduje.
Dean se probere a vyběhne z domu. Tam napadne Charlieho, několikrát udeří jeho hlavou do betonu. Pak se vydá hledat Chrissie. Ta se mezitím schová na jatkách. Řízne Thomase do obličeje, ale ten ji pak stáhne k zemi. Když se chystá Chrissie zabít, dorazí Dean, ale Thomas ho zabije svou motorovou pilou. Chrissie uteče do nedalekého auta a ujíždí do noci.
Chrissie zoufale hledá pomoc. Když uvidí zástupce šerifa, Thomas se náhle objeví na zadní sedačce a Chrissie začne řvát. Thomas ji bodne do zad. Stejně jako ostatní, zemře pomocí motorové pily. Neovládané auto potom narazí do zástupce šerifa a osoby, kterou zrovna chytil, a oba je zabije. Thomas z auta vyleze a pomalu kráčí temnotou zpět k domu Hewittových. Mrtvá těla nechává na místě.

## Obsazení
| Jordana Brewster  | Chrissie                  |
| Taylor Handley    | Dean                      |
| Diora Baird       | Bailey                    |
| Matt Bomer        | Eric                      |
| Lee Tergesen      | Holden                    |
| R. Lee Ermey      | Charlie Hewitt/šerif Hoyt |
| Cyia Batten       | Alex                      |
| Andrew Bryniarski | Thomas Hewitt             |
| Terrence Evans    | Monty Hewitt              |
| Marietta Marich   | Luda Mae Hewittová        |
| Kathy Lamkin      | paní na čaj               |
| Leslie Calkins    | Sloane                    |
| Lew Temple        | šerif Winston             |

## Ohlas
Po uvedení se film okamžitě setkal s negativními reakcemi kritiků. Server Rotten Tomatoes dává filmu na základě 81 hodnocení kritiků skóre 12%. Server Metacritic hodnotí film 29 body ze 100 na základě 18 recenzí. Uživatelé ČSFD snímek hodnotí průměrně 49%.
Během úvodního víkendu ve Spojených státech snímek utržil mírně přes 18,5 milionů USD a stal se tak druhým nejúspěšnějším filmem víkendu za snímkem Skrytá identita. Celkově film utržil ve Spojených státech 39,5 milionů USD, v zahraničí potom dalších více než 12 milionů USD.